# مخملی‌سانان
مخملی‌سانان (نام علمی: Trombidiformes) نام یک راسته از فراراسته کنه‌شکلان است.